# Javier Rey
Javier Rey (ur. 25 lutego 1980) – hiszpański aktor.

## Wybrana filmografia
- 2018: Kokainowe wybrzeże jako Sito Miñanco

## Nagrody i nominacje
Premios Iris
| Rok  | Kategoria       | Serial             | Wynik     |
| ---- | --------------- | ------------------ | --------- |
| 2018 | Najlepszy aktor | Kokainowe wybrzeże | Nominacja |

Premios Mestre Mateo
| Rok  | Kategoria              | Serial              | Wynik     |
| ---- | ---------------------- | ------------------- | --------- |
| 2017 | Najlepszy protagonista | El final del camino | Nominacja |

Festival de Málaga
| Rok  | Kategoria                               | Film    | Wynik   |
| ---- | --------------------------------------- | ------- | ------- |
| 2018 | Biznaga de Plata dla najlepszego aktora | Sin fin | Wygrana |